# Joan Bauzà i Rullan
Joan Bauzà Rullan (6 juny 1916, Marsella, França - 20 de juliol de 2004, Palma, Mallorca) fou un naturalista i paleontòleg mallorquí, primer president de la Societat d'Història Natural de les Balears.
Fill de pares emigrats a Marsella retornà amb la seva família a Sóller devers els anys vint per establir-s'hi. De jove s'interessà per l'esport ocupant càrrecs directius en clubs locals. En el camp social fou el fundador de l'Escola de Treball de la ciutat. Aficionat des de jove a la filatèlia, arqueologia i astronomia, a principis dels anys quaranta començà a interessar-se per la geologia, la mineralogia i la paleontologia, iniciant-se de la mà del seu veí, el naturalista i micropaleontòleg Guillem Colom Casasnovas. A poc a poc s'anà especialitzant en el camp de la paleoictiologia encara que sense deixar de banda una visió global de la geologia i la paleontologia regionals, que el dugué a visitar la majoria de jaciments de Mallorca on recol·lectà exemplars de tots els grups taxonòmics.
Realitzà estudis dels mol·luscs del Pliocè marí de Sa Pobla, del Miocè marí de Muro i de Son Morey, del Miocè preorogènic del Puig Major, del Terciari lacustre deis lignits de Selva i Alcúdia, del Triàsic de diferents jaciments de la serra de Tramuntana; deis ammonits del Cretaci de Selva, i del Triàsic d'Esporles; deis coralls del Miocè inferior de la serra de Tramuntana; del vertebrats terrestres del Quaternari i del Terciari de diferents jaciments de Mallorca; de restes vegetals del Terciari de Mallorca, etc. Malgrat aquests estudis, s'especialitzà en els peixos fòssils de Mallorca. No només estudià dents, otòlits i diferents restes òssies del peixos miocens deis jaciments de Mallorca, també estudià peixos fòssils del Miocè de Menorca i del Eocè i Miocè de la Península Ibérica així com algun peix del Mesozoic. També realitzà estudis sobre otòlits de peixos actuals.
L'any 1948 descriví Coelodus soleri del Cretaci de Girona, espècie que dedica a Lluís Solé i Sabarís. El mateix any, a partir de materials procedents miocens deis jaciments de sa Teulada i sa Botifarra de Santa Margalida (Mallorca) descrigué Taurinichthys villaltai, espècie que dedica al professor Josep F. de Villalta. Del mateixos jaciments, descrigué Balistes lerichei l'any 1949, que dedica al paleontòleg Mauríce Leriche. Anys més tard, descrigué a partir d'otòlits provinents del Pliocè de Son Capó i Talapí (Mallorca), Congermuraena casieri, espècie dedicada a Casier, Apogon lozanoi, Pristipoma prebennetti, Trachurus sainzi, Gobius weileri; del Pliocè de Talapí, Belone d'erasmoi i Eucitharus balearicus; del Plioce de Son Vivot (Mallorca) Trigla falloti; del Plioce del Pont d'Inca (Mallorca) Trigla darderi i Trigla catalinae, amb col·laboració amb Sanz.
Joan Bauzà fou soci fundador i el primer president de la Societat d'Història Natural de les Balears. La seva labor fou fonamental, impulsà la captació de socis, la publicació del Bolletí i l'intercanvi amb altres entitats. Personatges il·lustres es feren socis durant la seva presidència (1954-1955), entre ells cal mencionar en Francesc de Borja Moll, Josep Mascaró Passarius, Ramon Margalef, Jose F. de Villalta i Bermudo Meléndez. Fou un dels impulsors a Sóller de l'Associació Museu Balear de Ciències Naturals, i deixà materials de la seva col·lecció per a les primeres exposicions temporals fins i tot quan encara no existia la seu física del Museu. L'any 1996 l'Associació MBCN el nomenà Soci d'Honor i el 1997 Bauzà donà la seva col·lecció i biblioteca a la institució municipal Museu Balear de Ciències Naturals.